# Finsko-volžské jazyky
Finsko-volžské jazyky jsou  podskupinou finsko-permských jazyků ugrofinské větve uralské jazykové rodiny.

## Dělení
- marijské jazyky
  - marijština (čeremiština)
- mordvinské jazyky
  - erzja
  - mokša
- finsko-laponské jazyky (finsko-sámské)
  - baltofinské jazyky
    - estonština
    - finština
      - meänkieli
      - kvenská finština - blízko vymření
      - ingerská finština

    - ižorština (ingrijština) - blízko vymření
    - karelské jazyky
      - karelština
      - livvština (aunuská karelština, oloněčtina)
      - lüdština - blízko vymření

    - livonština - blízko vymření
    - vepština - blízko vymření
    - võruština
      - setučtina

    - votština - blízko vymření

  - sámské jazyky
    - západosámské
      - jižní sámština
      - lulejská sámština
      - severní sámština
      - pitejská sámština - téměř vymřelá
      - umejská sámština - téměř vymřelá

    - východosámské
      - inarská sámština
      - kildinská sámština
      - skoltská sámština
      - akkalská sámština (babinská) - vymřelá
      - kainuuská sámština - vymřelá
      - kemská sámština - vymřelá
      - terská sámština - téměř vymřelá

- vymřelé finsko-volžské jazyky s nejistým zařazením
  - merja
  - muromština
  - meščerština